# Gnolus cordiformis
Espèce
Synonymes
- Arkys cordiformis Nicolet, 1849
- Arkys variabilis Nicolet, 1849
- Gnolus affinis Tullgren, 1902

Gnolus cordiformis est une espèce d'araignées aranéomorphes de la famille des Araneidae.

## Distribution
Cette espèce se rencontre au Chili et en Argentine.

## Description
Le mâle décrit par Platnick et Shadab en 1993 mesure 4,5 mm.

## Publication originale
- Nicolet, 1849 : Aracnidos. Historia física y política de Chile. Zoología, vol. 3, p. 319-543.